# ACTA1
Actina, alfa 1, músculo esquelético, também conhecida como ACTA1, é um gene humano.
A actina alfa 1, que é expressa na músculo esquelético, é uma das seis diferentes isoformas de actina que foram já identificadas. As actinas são proteínas altamente conservadas, que estão envolvidas na motilidade, estrutura e integridade celulares. A alfa actina é um dos maiores constituintes do aparelho contráctil.